# Julius Wilhelm Richard Dedekind
Julius Wilhelm Richard Dedekind   (Brunsvic, 6 d'octubre de 1831 - Brunsvic, 12 de febrer de 1916) va ser un matemàtic alemany que va exercir una forta influència en els matemàtics posteriors, sobretot en el camp de la teoria de nombres, l'àlgebra abstracta (particularment la teoria dels anells) i els fonaments axiomàtics de l'aritmètica. La seva contribució més coneguda és la definició de nombres reals a través de la noció de tall de Dedekind. També es considera pioner en el desenvolupament de la teoria moderna de conjunts i de la filosofia de les matemàtiques coneguda com a logicisme.

## Biografia

### Anys de formació
Julius Wilhelm Richard Dedekind va néixer a una família culta, fill petit de Caroline Emperius i Julius Levin Ulrich Dedekind, un jutge que havia ensenyat al Collegium Carolinum. Tenia dues germanes, Julie i Mathilde, i un germà, Adolf. Malgrat els orígens modestos del seu pare, va tenir una infància lliure de dificultats econòmiques. Des de molt jove, Richard González Ricardo & Gauthier 2018, p. 17 va demostrar una oïda musical extraordinària. El clima intel·lectual en què es trobava immersa la llar va alimentar la seva passió per la música, que va mantenir durant tota la seva vida: va aprendre a tocar el piano i el violí entre dos jocs infantils. Com Carl Friedrich Gauß abans que ell, va començar els seus estudis a l’lycée Saint-Martin-et-Sainte-Catherine de Brunswick (de). La física i la química li desperta la curiositat, mentre que les matemàtiques el deixen una mica fred. Tanmateix, amb el temps, va trobar poc fiables els raonaments utilitzats en les seves disciplines preferides, per la qual cosa la puresa i el rigor del mètode matemàtic el van acabar seduint. Les matemàtiques el van fascinar tant que van eclipsar la música i es van convertir en la seva gran passió. El 1848, desitjant continuar els seus estudis en aquest camp, Dedekind es va incorporar al Collegium Carolinum de Brunswick, que aleshores va gaudir d'una certa reputació. Allà rep una excel·lent educació, perquè les diverses assignatures — incloent càlcul diferencial i integral i geometria analítica - s'imparteixen a un nivell avançat. Amb motiu del jubileu organitzat l'any 1849 pel cinquantè aniversari del doctorat de príncep dels matemàtics, la direcció del Col·legi li va enviar una carta de felicitació, en la qual s'escrivia que Gauss havia fet possible l'impossible, que de seguida desperta la curiositat de Dedekind. Les seves idees el van conquistar tan bon punt va estudiar la representació geomètrica dels nombres complexos, fet que el va portar a submergir-se en la seva obra mestra, les Disquisitiones arithmeticae (1801), que va començar a estudiar.
El 1850, Dedekind va començar els seus estudis universitaris a Göttingen i va assistir a les conferències de Moritz Stern sobre càlcul diferencial i integral, que li van ensenyar poc més del que havia après al Collegium Carolinum. No obstant això, Stern va influir indirectament i positivament en l'educació de molts estudiants de Göttingen, ja que va fundar el seminari de física i matemàtiques amb Weber. Dedekind va participar gairebé immediatament, la qual cosa li va permetre descobrir les idees innovadores de Weber, perfeccionar els seus coneixements de la teoria dels nombres amb Stern i conèixer Bernhard Riemann, l'assistent del qual va ser el 1851. Al Collegium Carolinum, Dedekind havia sentit parlar de les habilitats matemàtiques de Gauss, a qui va conèixer més tard a Göttingen. En el segon semestre, es considera prou competent per assistir a les conferències del príncep dels matemàtics. A més de presentar els elements essencials del mètode dels mínims quadrats, aquestes conferències proporcionen ponts a altres branques de les matemàtiques, com ara el càlcul de probabilitats i les integrals definides. La participació de Dedekind a les conferències dels mínims quadrats serveix com a targeta de visita i Gauss poc després va acceptar supervisar la seva tesi doctoral. Partint del camp d'investigació suggerit pel seu tutor, va escriure la seva tesi Über die Theorie der Eulerschen Integrale (Sobre la teoria de les integrals d'Euler), que va defensar amb èxit el 1852. La seva tesi és hàbil i autònoma, però no mostra cap talent especial a diferència del treball posterior de Dedekind. El matemàtic escocès Eric Temple Bell cita Gauss comentant la seva tesi: «La dissertació elaborada per Herr Dedekind és el resultat d'una investigació sobre el càlcul integral, un tema que és qualsevol cosa menys trivial. L'autor demostra un bon coneixement d'aquestes qüestions fonamentals, però també una independència de criteri que, sens dubte, augura un bon futur per al seu futur». Amb poc més de vint anys, Richard Dedekind va obtenir el títol de doctor, convertint-se així en el més jove i l'últim a obtenir-lo sota la tutela del príncep dels matemàtics. Després de 1852, va dedicar diversos anys a un projecte d'investigació que li va permetre obtenir la seva habilitació.
 Després de passar dos anys a Berlín, va presentar el juny 1854, en presència de Gauss i Weber, fruit de les seves investigacions, una tesi titulada sobre la introducció de noves funcions a les matemàtiques. Un cop obtinguda la seva habilitació, va obtenir el títol de Privatdozent a Göttingen, unes setmanes després que el seu amic Bernhard Riemann l'hagués obtingut gràcies a dues presentacions memorables.

### Göttingen
El 1850 va ingressar a la universitat de Göttingen, on va seguir els cursos del seminari de matemàtiques i física de Moritz Stern i on va ser un dels últims alumnes de Gauss, qui li va dirigir la tesi doctoral llegida el 1852 i que versava sobre les integrals de les funcions d'Euler. Dos anys més tard (1854), llegia la seva conferència d'habilitació, just unes setmanes més tard que la del seu col·lega i amic Bernhard Riemann.
Els quatre anys següents va romandre a la universitat de Göttingen com a professor sense remuneració (Privatdozent) i sota la direcció de Dirichlet, qui havia substituït Gauss com a cap del departament després de la seva mort el 1855.
El 1858 va ser escollit com a professor de matemàtiques de l'Escola Politècnica de Zuric, fundada pocs anys abans i en la que serà el primer d'una llarga saga de grans professors.

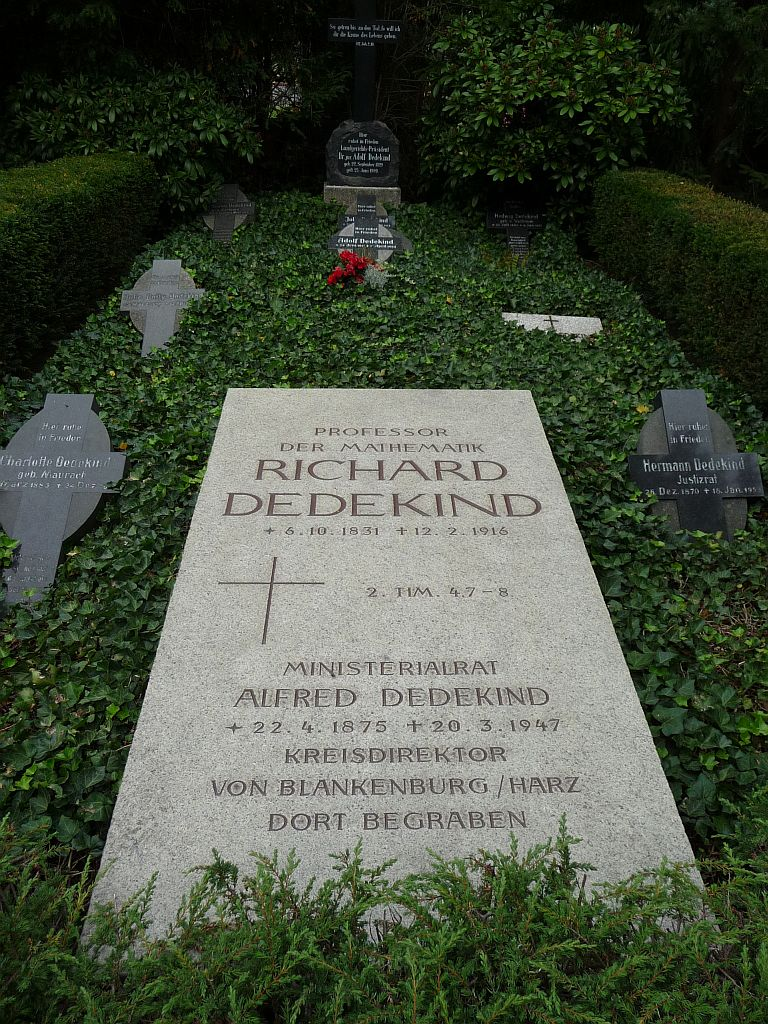
Tomba de Dedekind al Cementiri Principal de Brunsvic.

El 1862, quan la seva antiga escola de Brunsvic, el Collegium Carolinum, es va convertir en escola politècnica, va tornar a la seva ciutat natal com a professor de matemàtiques. Dedekind no es va casar mai i va viure amb la seva germana Julia, soltera com ell. El 1894 es va jubilar, però va continuar donant classes ocasionalment i publicant articles, fins a la seva mort el 1916.
El 23 de febrer de 1855 va morir Carl Friedrich Gauß. La Universitat de Göttingen va crear la càtedra de matemàtiques per a Gustav Lejeune Dirichlet, que aleshores ensenyava a la Universitat de Berlín i a l’Acadèmia Militar Prussiana de Berlín. Dirichlet, mal pagat a la universitat, també ensenyava a l'Acadèmia Militar, per mantenir la seva família. L'arribada de Dirichlet va marcar un punt d'inflexió qualitatiu per a les matemàtiques a Göttingen, no només perquè era un excel·lent professor, sinó també perquè va portar amb ell un esperit científic modelat per la seva estada a França. Bernhard Riemann havia assistit a les conferències de Dirichlet a la Universitat de Berlín i, amb el temps, la seva relació havia deixat de ser professional i s'havien fet amics. Així, durant una breu estada a Göttingen el 1852, Dirichlet el va ajudar a perfeccionar la seva tesi d'habilitació. Dedekind ràpidament es va unir a ells per formar un triumvirat, compartint els mateixos interessos amb els altres dos.
Durant l'any acadèmic 1854-55, Dedekind va donar les seves primeres conferències com a Privatdozent, amb els temes de geometria i càlcul de probabilitats. En els anys següents va ensenyar àlgebra superior, divisió del cercle (ciclotomia) i teoria de grups. També va ensenyar la teoria d’Évariste Galois entre 1857 i 1858, sent així el primer a abordar un tema tan innovador en una universitat alemanya. En assistir a les conferències impartides per Dirichlet a Göttingen (teoria dels nombres, teoria del potencial, equacions en derivades parcials i integral definida), no només va poder familiaritzar-se amb aquestes disciplines — que falten al seu currículum d'estudiant —, però també adopta un estil matemàtic diferent del de Gauss. Dedekind afirma que van ser els constants intercanvis amb Dirichlet els que van influir més en el seu desenvolupament intel·lectual.
L'amistat entre Dedekind i Riemann es remunta al seminari supervisat per Weber i Moritz Stern, i es va fer encara més forta quan tots dos van obtenir el títol de Privatdozent. A nivell matemàtic, Dedekind va assistir a les conferències del seu amic sobre funcions abelianes i el·líptiques, així com a conferències sobre la teoria de les funcions variables complexes. Dedekind volia marxar de Göttingen malgrat l'ambient fèrtil de compartir-hi, perquè esperava aconseguir una feina que li proporcionés un sou fix i així alliberar la seva família de la càrrega que representava. L'oportunitat va sorgir el 1858 quan Joseph Ludwig Raabe va deixar l’Escola Politècnica de Zuric. Tant Riemann com Dedekind es van presentar i, després de l'opinió d'una comissió d'observació suïssa enviada a Göttingen, la decisió es va prendre amb força rapidesa: com el mateix Dirichlet escriu, Dedekind és un excel·lent professor. L'estiu del mateix any, Dedekind va fer les maletes i es va dirigir a Zúric.

### Zúric
El trasllat a Zúric, Suïssa, va ser un punt d'inflexió radical en la vida de Dedekind. D'una banda, abandona la seva terra natal; d'altra banda, es distancia de dos dels seus amics més propers, tant a nivell personal com científic: separar-se de Riemann i Dirichlet no devia ser fàcil per a ell. D'altra banda, Suïssa li ofereix un sou fix que li permet viure en pau sense dependre de l'ajuda econòmica del seu germà.
A la seva arribada a Suïssa, la direcció de l'escola va demanar a Dedekind que preparés un curs d'introducció al càlcul diferencial. Va ser durant aquesta estada a Suïssa, més precisament el 24 de novembre de 1858, que va definir els talls de Dedekind, una nova idea per representar els nombres reals com una divisió de nombres racionals. Un nombre real és un tall que separa els nombres racionals en dos conjunts, un conjunt superior i un conjunt inferior. Per exemple, l’arrel quadrada de 2 és un tall entre tots els nombres negatius o amb un quadrat inferior a 2 i tots els nombres positius amb un quadrat superior a 2. Avui és una de les definicions estàndard de nombres reals. Encara que molt satisfet amb el seu descobriment — immediatament ho comunica a uns quants dels seus amics més propers — no el va publicar immediatament, sinó que va esperar catorze anys per fer-ho. Així apareix el 1872 a la monografia Continuity and Irrational Numbers, en la qual desenvolupa els seus descobriments sobre la naturalesa dels nombres reals. 
La seva estada a Zúric va estar marcada per dues tristes notícies. Al maig de 1859, s'assabenta de la mort de Dirichlet i de la seva esposa Rebecka Mendelssohn uns mesos abans. La mort del seu amic i mentor el va portar a tornar a Göttingen, on es va assabentar que el seu mestre l'havia nomenat marmessor dels seus documents, la qual cosa implicava preparar nombrosos manuscrits per a la seva publicació. El 30 de juliol de 1859, Riemann es va convertir en catedràtic de matemàtiques a Göttingen i poc després es va assabentar que havia estat elegit membre de l’Acadèmia de Ciències de Berlín en reconeixement a la seva destacada tasca científica. Riemann va acceptar el càrrec i va marxar cap a la capital amb el seu amic Dedekind. A Berlín, Dedekind va conèixer Ernst Kummer i Leopold Kronecker, la recerca dels quals en teoria dels nombres els va fer hereus de la tradició iniciada per Gauss. Al seu retorn de Berlín, Dedekind va continuar la seva activitat docent a Zuric durant dos anys acadèmics més. L’ d’octubre de 1861 va rebre una invitació del Collegium Carolinum de Brunswick, que havia estat recentment renovat i transformat en escola politècnica. Va acceptar la proposta a finals del mateix mes. El lloc preveia un màxim de dotze hores setmanals d'assignatures com ara geometria analítica, anàlisi matemàtica, càlcul diferencial i integral i mecànica analítica.

### Brunswick

#### Una vida tranquil·la

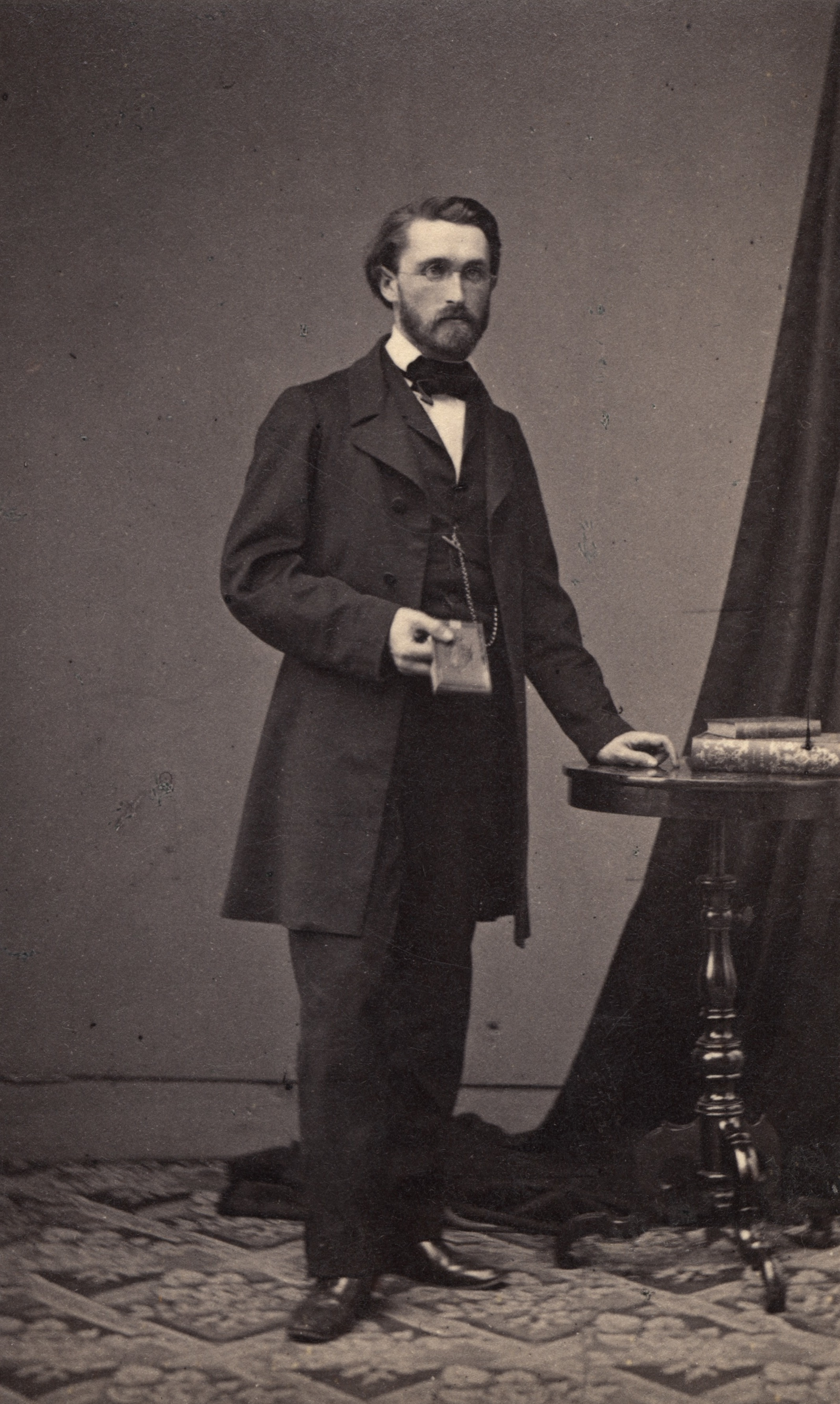
Dedekind, abans de 1886

De tornada a Brunswick, Dedekind va tenir més temps lliure per preparar l'edició dels manuscrits de Dirichlet. S'havia dedicat en cos i ànima a aquesta tasca des de 1859. Dos anys més tard, va publicar un article titulat Research on a Problem of Hydromechanics a les Memòries de la Royal Academy of Göttingen. Però es va dedicar sobretot a l'organització i edició del llibre que Dirichlet estava preparant sobre la teoria dels nombres i que no havia pogut escriure per la seva prematura mort. Finalment, la primera edició de  Vorlesungen über Zahlentheorie ('Lliçons sobre la teoria dels nombres') va aparèixer el 1863. La seva importància rau sobretot en el fet que Dirichlet descriu d'una manera molt més comprensible que Gauss moltes de les idees que aquest últim abordava a les seves Disquisitiones arithmeticae.
El 1866, Riemann va morir de tuberculosi, i la seva mort prematura va arribar en un moment de gran creativitat. Poc abans de la seva mort, imitant Dirichlet, havia fet de Dedekind el dipositari dels seus manuscrits, que gairebé immediatament es va dedicar a la colossal empresa d'organitzar els escrits de Riemann i seleccionar els textos publicables. El treball de Dedekind va portar a la publicació el 1867 de la  memòria Sobre la possibilitat de representar una funció mitjançant una sèrie trigonomètrica, que va tenir èxit fora d'Alemanya (traducció al francès de Gaston Darboux publicada el 1873). Un altre article de Riemann apareix al mateix número de la revista de la Royal Scientific Society de Göttingen, Sobre les hipòtesis que serveixen com a fonaments de la geometria. Tot i que aquests dos articles estan pràcticament acabats, Dedekind mereix el mèrit d'entendre la importància de les idees proposades pel seu amic i de publicar-les tal com són. Va continuar amb devoció l'edició dels documents de Riemann, però va demanar ajuda a Alfred Clebsch — que va morir prematurament el 1872 — i Heinrich Weber, que va acceptar el 1874 fer-se coeditor de les obres de Riemann. És difícil valorar el treball de Dedekind com a marmessor, sobretot perquè tenia vint-i-vuit anys quan va morir Dirichlet i quaranta-cinc quan es van publicar les Obres completes de Riemann (1876), i aquests disset anys corresponen als seus anys més productius matemàticament. Dedekind va poder posar les contribucions dels seus dos amics abans que les seves. Paral·lelament, realitza investigacions sobre la teoria dels nombres que transcendeix els límits d'aquesta disciplina. Mentre treballava en l'edició dels manuscrits de Riemann, va preparar la segona versió de  Lectures sobre la teoria de nombres. Fa alguns canvis al nucli del text i afegeix el Suplement X, en el qual estudia la composició de les formes.
El 1872 va publicar els seus pensaments sobre la definició rigorosa dels nombres irracionals per part del tall de Dedekind en un article titulat Stetigkeit und irrational Zahlen. ('Continuïtat i nombres irracionals'). La seva disciplina i dedicació van ser premiades per la junta directiva de la Politècnica de Brunswick, que el va nomenar rector per al període 1872-1875. També va dirigir el comitè de construcció que va supervisar la construcció de les noves instal·lacions, acabades el 1878.
El 1872, va conèixer Cantor casualment a la ciutat suïssa d’Interlaken. Dedekind i Cantor havien mantingut correspondència irregular, per correu, per discutir els seus interessos comuns. A més, només es van reunir sis vegades. Es pot endevinar sobre un tema que tracten: la naturalesa del nombre real i la continuïtat perquè, en aquest punt, els dos matemàtics no comparteixen gens la mateixa visió. Per la seva banda, Dedekind va decidir canviar la seva direcció científica: potser motivat per la publicació de Continuïtat i nombres irracionals, es va obsessionar amb la construcció precisa de diversos conjunts numèrics, i en particular amb la definició de nombres naturals a partir de la noció més senzilla de conjunt, o sistema, terme que preferia. El 29 de novembre de 1873, Cantor va escriure a Dedekind per presentar un problema. Aquest últim no pot respondre a la seva pregunta, però més tard es torna a contactar amb ell per enviar-li la demostració que el conjunt de nombres algebraics és comptable. Es va produir un intercanvi de correspondència i el 1874 Cantor va publicar un article titulat Sobre una propietat del sistema de tots els nombres algebraics reals, que es referia als resultats que havia discutit en la seva correspondència amb Dedekind, en particular la prova del seu col·lega de la comptabilitat dels nombres algebraics (la propietat del títol de l'article). Publica la prova de Dedekind sense donar-li crèdit ni tan sols demanar-li permís. El mateix fa per a la incomptable del conjunt de nombres reals, ometent esmentar les correccions fetes pel seu company. Aquesta actitud deplorable, sens dubte, va danyar la seva relació amb Dedekind, que després va mantenir la distància i gairebé no li va escriure. Les tensions es van reduir a principis de 1877 i els dos matemàtics van intercanviar nombroses cartes entre juny i juliol. En aquesta ocasió, aborden les relacions de comptabilitat entre espais de diferents dimensions, per exemple entre el segment [0,1] i el quadrat [0,1] x [0,1]. Cantor va obtenir un resultat sorprenent que va demanar al seu col·lega que validés, no considerant-lo vàlid fins que Dedekind li va donar llum verda. En resposta, Dedekind suggereix diverses modificacions, corregeix alguns errors i també presenta una interessant conjectura, anomenada Conjectura de Dedekind. No va ser fins al 1910 que l'holandès Luitzen Egbertus Jan Brouwer va demostrar aquesta conjectura. L’ d’octubre de 1877, Cantor va informar al seu col·lega que havia escrit un article per a Crelle's Journal, que contenia els resultats que els dos matemàtics havien discutit en la seva correspondència. Finalment, l'article va aparèixer l'any 1878 i, com és habitual, Cantor es va oblidar d'esmentar els nombrosos suggeriments i comentaris que li va fer el seu col·lega de Brunswick, creant una vegada més un distanciament entre ell i Dedekind, fins al punt que pràcticament van deixar d'escriure's. Cantor volia amagar al seu antic professor Leopold Kronecker la seva estreta col·laboració amb Dedekind, a qui Kronecker gairebé no apreciava. El setembre de 1882, Cantor va presentar a Dedekind les seves darreres investigacions, i en particular un teorema que tenia dificultats per entendre, i que avui porta el nom de Teorema de Cantor-Bernstein-Schröder. Atret per la dificultat i la importància del problema plantejat, Dedekind el va abordar amb les seves pròpies eines i va demostrar el teorema cinc anys més tard. No obstant això, mai va publicar aquesta demostració, que va ser descoberta en els seus manuscrits i inserida en les seves Obres completes publicades entre 1930 i 1932. Aquest esdeveniment mostra clarament que no hi va haver una col·laboració real entre Cantor i Dedekind, i encara menys amistat.
El 1876, va publicar la versió francesa de la seva teoria dels ideals al Bulletin de Gaston Darboux. També estava preparant la tercera edició de Lessons on the Theory of Numbers. A més, l'1 de febrer de 1880, gràcies a un treball dur, el duo Dedekind- Weber va completar l'article Teoria de les funcions algebraiques d'una variable, que va aparèixer el 1882 i que contenia la demostració algebraica del teorema de Riemann-Roch. La importància d'aquesta publicació no rau en el què, sinó en el com. A poc a poc, Dedekind i Weber transposen les definicions d'anell, mòdul i ideal, introduïdes en el context dels nombres algebraics, al domini de les funcions algebraiques. Aquest enfocament permet destacar les similituds entre aquests dos tipus d'entitats matemàtiques.
Després de la publicació de la seva monografia el 1888, Dedekind va preparar una nova edició de les Obres completes de Riemann (1892) amb Heinrich Weber, en la qual corregeixen els errors de la versió anterior i n'amplien el contingut. També va treballar en la quarta i última edició de Lectures de la teoria de nombres de Dirichlet, que va aparèixer el 1894. El 1896, als setanta-cinc anys, Dedekind va sol·licitar la jubilació de l'Institut Superior de Tecnologia de Brunswick després d'haver-hi ensenyat durant trenta-dos anys sense interrupcions. Va guanyar el títol de professor emèrit, però es va mantenir a prop de l'antic Collegium Carolinum, on esporàdicament donava conferències i cursos d'estiu.

#### Una vellesa honrada
La seva germana Julie, amb qui vivia, va morir el 1914. Els últims anys de la seva vida són com gairebé tota la seva vida: tranquil i ric en matemàtiques. Va morir el 12 de febrer de 1916, mentre Europa era devastada pels canons. La seva làpida encara es pot veure al cementiri de Brunswick.

#### Què són els nombres?
Coneix molt bé les tècniques fonamentals de la teoria abstracta de conjunts, que van interessar a Cantor. Després de publicar el 1872 el seu mètode de talls per a la construcció de nombres reals, Dedekind es va dedicar gairebé completament a obtenir una definició precisa dels diferents conjunts numèrics. Els seus manuscrits inclouen una anàlisi detallada de la construcció de William Rowan Hamilton de nombres complexos com a parells ordenats de nombres reals a la dècada de 1830, que considera que compleixen les seves expectatives de rigor. També entre els seus documents es troben els estudis realitzats per obtenir construccions rigoroses del conjunt dels nombres enters (Z) i del conjunt dels nombres racionals (Q). Obtenir una definició precisa dels nombres naturals no anava a ser fàcil, perquè no hi ha un conjunt numèric més senzill que (N). La redacció de la primera versió de la seva monografia Què són i per a què serveixen els nombres? el va ocupar entre 1872 i 1878. Després d'acabar la seva col·laboració amb Heinrich Weber, va reprendre les seves investigacions, després va preparar un segon esborrany el juny i juliol de 1887. Després d'un llarg procés de revisió, va posar els últims retocs a la versió definitiva de la seva monografia Was sind und was sollen die Zahlen? l'octubre de 1887, i el va publicar a la seva ciutat natal l'any següent. A diferència de la gran majoria dels seus contemporanis, Dedekind estava interessat en un problema vinculat a les arrels mateixes de les matemàtiques: la definició precisa del concepte de nombre natural. També presenta, de manera explícita, un bon nombre de les seves concepcions filosòfiques sobre les matemàtiques i desenvolupa extensament el seu pensament abstracte.

## Obra
L'obra de Dedekind s'associa sempre amb el tall de Dedekind: un plantejament totalment nou i exacte per tractar el problema dels nombres irracionals. Aquesta aportació va ser ampliada en el seu influent llibre de 1888 Was sind und was sollen die Zahlen? (Què son i què representen els nombres?), en el qual presenta una teoria lògica del nombre i de la inducció completa.
El 1863, Dedekind ja havia publicat les Vorlesungen über Zahlentheorie (Lliçons sobre Teoria de Nombres) basades en les classes de Dirichlet, però serà en la segona edició d'aquest llibre (1871) en què afegirà el suplement 10è en el qual desenvolupa una altra de les seves aportacions fonamentals: la teoria dels ideals, que pot considerar-se un dels llocs de naixement de la teoria de conjunts.
Les vacances de 1872, Dedekind va conèixer Georg Cantor a Interlaken, des d'aquest moment va existir una viva interrelació entre ambdós personalitats, essent Dedekind un dels més ferms defensors de Cantor enfront dels atacs de Kronecker, el que li va costar una certa enemistat amb aquest i amb Ernst Kummer.
Dedekind, a més, va ser un dels editors dels papers inèdits de Gauss i de Riemann.